# Okolicznik miejsca
Okolicznik miejsca – jeden z rodzajów okolicznika, jednej z pięciu części zdania (oprócz podmiotu, orzeczenia, dopełnienia i przydawki). Wskazuje na miejsce dziania się czynności (gdzie?), a także kierunek działania (skąd?, dokąd?, którędy?), dlatego we współczesnym językoznawstwie wyróżnia się dodatkowo okolicznik kierunku.
Okolicznik miejsca jest wyrażany przy pomocy przysłówków (np. Był tam niedawno.), wyrażeń przyimkowych, czyli rzeczowników z przyimkami (np. Dom stał nad rzeką.), rzeczowników w narzędniku w znaczeniu przysłówkowym (np. Miejscami było błoto.) oraz wyrażeń porównawczych i wypowiedzeń (np. Głos dochodził niewyraźnie, jakby zza ściany). Niekiedy używa się okolicznika miejsca z zaimkiem gdzie (np. Było to w Wilnie, gdzie służyłem w wojsku.), tworząc w ten sposób zdania okoliczniowe.

## Przykłady
- Pracuję teraz tam, gdzie niegdyś pracował mój tata. – w tym zdaniu złożonym to, zdanie po przecinku jest zdaniem okolicznikowym miejsca
- Już się przeprowadzili stamtąd, skąd? gdzie ich odwiedzaliśmy.
- Kasia jest gdzie? w kinie.
- Przyjechał skąd? z Francji.
- Gołąb siedział gdzie? pod dachem.
- Połóż buty tam, gdzie? skąd je wziąłeś.
- Niech idzie, dokąd? gdzie? gdzie chce.